# Peter von Siemens (Manager, 1911)
Peter von Siemens (* 29. Januar 1911 in Charlottenburg; † 23. Mai 1986 in München) war ein deutscher Industrieller aus der Familie Siemens. Er war von 1971 bis 1981 Aufsichtsratsvorsitzender der Siemens AG und wirkte zudem als Anthroposoph und Dirigent.

## Leben
1911 wurde Peter von Siemens als Sohn des Ingenieurs und Unternehmers Werner Ferdinand von Siemens (1919–20 Vorsitzender des Vorstands der Siemens & Halske AG) in Charlottenburg geboren. Er ist Enkel von Wilhelm von Siemens und Urenkel von Werner von Siemens. Er wuchs im auch Siemensvilla genannten Herrenhaus Correns in Berlin-Lankwitz auf. Die Villa war für ihre Hauskonzerte bekannt, an denen auch Familienmitglieder aktiv teilnahmen.
Nach dem Abitur absolvierte er ein Studium der Volkswirtschaftslehre und Staatswissenschaften an den Universitäten Freiburg, München, Köln und Rostock und wurde anschließend promoviert. 1934 trat er in die Firma Siemens & Halske ein. 1935 heiratete er die Pianistin Maria Julia Lienau (1916 - 2008); er selbst ließ sich zum Konzertdirigenten ausbilden und dirigierte später auch gelegentlich die Münchner Philharmoniker bei privaten Konzerten und Schallplattenaufnahmen. Das Paar hatte einen Sohn Peter C. von Siemens (1937–2021), der von 1993 bis 2008 die Gründerfamilie im Aufsichtsrat der Siemens AG vertrat und zuvor Mitglied des Vorstandes war, sowie eine Tochter Katharina (* 1938), die mit Kraft Fürst zu Hohenlohe-Öhringen verheiratet ist.
1936 übernahm Peter von Siemens leitende Vertriebsfunktionen im Bereich Medizintechnik der Siemens-Reiniger-Werke mit den Schwerpunkten Brasilien und Argentinien, er war von dieser Zeit an während des Zweiten Weltkrieges bis 1948 in Südamerika. Von 1950 an arbeitete er in der zentralen Vertriebsverwaltung Siemens-Schuckert in Erlangen. 1959 wurde er in den Vorstand der Siemens-Schuckert-Werke berufen, 1966 in den Aufsichtsrat der Siemens AG. Von 1971 bis 1981 war er, als Nachfolger seines Onkels Ernst von Siemens, Aufsichtsratsvorsitzender der Siemens AG. Unter seiner Leitung wuchs die Siemens AG zum fünftgrößten Elektrokonzern der Welt.
Seine letzte Ruhestätte befindet sich im Familiengrab der Familie Siemens auf dem Südwestkirchhof Stahnsdorf.

## Engagement
Peter von Siemens engagierte sich für Naturschutz und Landespflege, so war er Vollmitglied im Deutschen Rat für Landespflege. Er unterstützte den WWF und den Bund Naturschutz, der ihn 1975 mit dem Bayerischen Naturschutzpreis auszeichnete. Mit dem Vorsitzenden des Bund Naturschutz, Hubert Weinzierl, führte er später Streitgespräche über die Unterstützung der Kernenergie, für deren Ausbau sich von Siemens stets einsetzte. Von 1959 bis 1960 war er Mitglied des Beirats der Friedrich-Naumann-Stiftung.

## Festschrift
- Hans Rössner (Hrsg.): Rückblick in die Zukunft – Beiträge zur Lage in den achtziger Jahren [für Dr. Peter von Siemens aus Anlass seines 70. Geburtstages am 29. Januar 1981], Berlin : Severin und Siedler 1986, ISBN 978-3-88680-013-1.